# Kim Possible: A Sitch in Time
Kim Possible: A Sitch in Time es una película original de Disney Channel estrenada el 28 de noviembre de 2003 por Disney Channel. Es la primera película basada en la serie animada Kim Possible.

## Sinopsis
La película empieza con el primer día de preparatoria donde creen que van a tener el mejor año escolar; El problema surge cuando van a casa: Ron se va a mudar a Noruega y es entonces donde empiezan los problemas. Al estar separados no pueden combatir juntos y sus enemigos (Duff Killigan, Drakken, Shego y Puño de Mono) se aprovechan de esto para robar el tempus simia, un mono que permite viajar en el tiempo.
Después de esto Kim investiga sobre este robo, entonces llega un descendiente de Rufus llamado Rufus 3000, quien le dice que ella y Ron deben salvar al mundo del Señor Supremo, el cual es el poseedor en el futuro del Tempus Simia.
Mientras tanto los villanos van al pasado de Kim Possible para desanimarla de convertirse en heroína (evidentemente, fracasan) y son perseguidos por ella gracias al reloj que Rufus 3000 le da para viajar en el tiempo. Finalmente Shego se apodera del objeto y escapa, consiguiendo conquistar el mundo en el futuro.
Kim Possible, Ron Imparable y Rufus viajan 20 años en el futuro de su época y encuentran la ayuda de los hermanos de Kim y de Wade. Al final y después de mucho pelear con los ahora secuaces de Shego, Ron por accidente rompe el tempus simia y todo vuelve a la normalidad, y termina con Ron y Kim en el comienzo donde no recuerdan nada y con solo un dolor de cabeza.
- Datos: Q2275664